# Ogivalia sagittirostra
Ogivalia sagittirostra är en mossdjursart som beskrevs av Hayward och Winston 1994. Ogivalia sagittirostra ingår i släktet Ogivalia, ordningen Cheilostomatida, klassen Gymnolaemata, fylumet mossdjur och riket djur. Inga underarter finns listade i Catalogue of Life.